# Трембинский, Николай Эдуардович
Николай Эдуардович Трембинский (1870—1948) — русский военачальник, генерал-майор (1916). Герой Первой мировой войны, участник Русско-японской и Гражданской войны в составе Белого движения.

## Биография
С 1880 года после получения образования в Михайловском Воронежском кадетском корпусе поступил в Константиновское артиллерийское училище по окончании которого в 1882 году был произведён в подпоручики и выпущен в артиллерийскую бригаду. В 1886 году произведён в поручики. В 1892 году был произведён в штабс-капитаны. 
В 1900 году после успешного окончания Офицерской стрелковой школы был произведён в капитаны. С 1904 года в должности ротного командира 28-го Сибирского стрелкового полка был участником Русско-японской войны. В 1906 году произведён в чин подполковника, в 1910 году в чин полковника. 
С 1914 года участник Первой мировой войны в составе 27-го Сибирского стрелкового полка. С 1914 года командир 47-го Сибирского стрелкового полка. С 1915 года за ранами находился в резерве чинов при штабе Двинского военного округа. В 1916 году произведён в генерал-майоры — командир Особой запасной бригады. С 1917 года командир 1-й пехотной запасной бригады и начальник гарнизона города Новгорода. 31 марта 1917 года был арестован революционными массами, после освобождения был назначен в резерв чинов при штабе Петроградского военного округа.

Высочайшим приказом от 22 апреля 1915 года за храбрость награждён Георгиевским оружием: 
За то, что в ночь с 11 на 12 декабря, командуя полком, взял штыковым ударом ряд окопов у Змиградского шоссе; после двух часового боя на улицах Звенграда захватил мост через реку Вислоку и прилегающие высоты

Высочайшим приказом от 20 ноября 1915 года  за храбрость был награждён орденом Святого Георгия 4-й степени: 
За то, что, командуя полком получил приказание провести решительную атаку в направлении на с. Рона, захват которой был важен тем, что обеспечивал успех всей операции. Благодаря своим решительным действиям в ночь с 6 на 7 марта 1915 года под сильным ружейным и артиллерийским огнём овладел с. Рона и при этом захватил 43 офицера и 1222 нижних чина противника
После Октябрьской революции был участником Белого движения на Юге России. С 1920 года в эмиграции во Франции. 
Скончался в 1927 году в Париже.

## Награды
- Орден Святого Станислава 2-й степени (ВП 1906)
- Орден Святой Анны 2-й степени (ВП 1910)
- Орден Святого Владимира 4-й степени (ВП 5.04.1915)
- Орден Святого Владимира 3-й степени с мечами (ВП 6.10.1915)
- Георгиевское оружие (ВП 22.04.1915)
- Орден Святого Георгия 4-й степени (ВП 20.11.1915)